# Дилленииды
Дилленииды (лат. Dilleniidae), в некоторых системах классификации растений — подкласс двудольных, один из крупнейших таксонов этого ранга; включает 95 семейств. Считалось, что диллениецветные происходят от магнолиид, хотя ключевые характеристики многих семейств подкласса сильно отличаются от таковых у магнолиид. 
Тахтаджян А. Л. «Жизнь растений»:

Дилленииды — один из наиболее крупных подклассов цветковых растений. В филогенетическом отношении это также одна из наиболее важных ветвей родословного древа, являющаяся связующим звеном между магнолиидами и розидами. Наиболее примитивные представители подкласса (семейства диллениевые и пионовые) имеют еще много общего с магнолиидами, особенно с порядками магнолиевых и бадьяновых, и подобно последним характеризуются апокарпным гинецеем и некоторыми другими примитивными признаками.
Однако большинство диллениид ушло далеко по пути специализации и утратило примитивные признаки, связующие их с магнолиидами. Такие семейства, как повойничковые, молочайные, первоцветные, крестоцветные, тамарисковые или ивовые, имеют настолько специализированные цветки, что на первый взгляд может показаться странным, что их объединяют с диллениевыми и пионовыми в один подкласс. Но ближайшее знакомство со всем подклассом в целом показывает, что даже самые специализированные семейства связаны через промежуточные в филогенетическом отношении группы с наиболее примитивными его представителями, особенно с семействами порядков чайные и фиалковые. Подкласс дилленииды представляет собой вполне естественную филогенетическую ветвь, все разветвления которой составляют единую систему эволюционных связей.
В подклассе дилленииды 3 надпорядка и 14 порядков.

По Тахтаджяну подкласс включал следующие надпорядки: 
- Диллениевые (Dillеnianае) — 8 порядков
- Вересковые (Ericanae) — 3 порядка
- Мальвовые (Malvanae) — 3 порядка

Позднейшие  исследования показали, что группа является полифилитической.
В современной классификации (APG III) названию диллениецветные соответствует монотипный порядок (Dilleniales Bercht. & J.Presl, 1820), включающий единственное семейство тропических растений Диллениевые (Dilleniaceae).
Дилленииды (Dileniidae) в Системе Кронквиста
- Порядок Батоцветные (Batales)
  - Семейство Батовые (Bataceae)
  - Семейство Гиростемоновые (Gyrostemonaceae)
- Порядок Каперсоцветные (Capparales)
  - Семейство Капустные (Brassicaceae), Крестоцветные (Cruciferae)
  - Семейство Каперсовые (Capparaceae)
  - Семейство Моринговые (Moringaceae)
  - Семейство Резедовые (Resedaceae)
  - Семейство Товариевые (Tovariaceae)
- Порядок Диапенсиецветные (Diapensiales)
  - Семейство Диапенсиевые (Diapensiaceae)
- Порядок Дилленниецветные (Dilleniales)
  - Семейство Диллениевые (Dilleniaceae)
  - Семейство Пионовые (Paeoniaceae)
- Порядок Эбеновые (Ebenales)
  - Семейство Эбеновые (Ebenaceae)
  - Семейство (Lissocarpaceae)
  - Семейство Сапотовые (Sapotaceae)
  - Семейство Симплоковые (Symplocaceae)
  - Семейство Стираксовые (Styracaceae)
- Порядок Верескоцветные (Ericales)
  - Семейство Цирилловые (Cyrillaceae)
  - Семейство Клетровые (Clethraceae)
  - Семейство Груббиевые (Grubbiaceae)
  - Семейство Водяниковые (Empetraceae)
  - Семейство Эпакрисовые (Epacridaceae)
  - Семейство Вересковые (Ericaceae)
  - Семейство Вертляницевые (Monotropaceae)
  - Семейство Грушанковые (Pyrolaceae)
- Порядок Лецитисоцветные (Lecythidales)
  - Семейство Лецитисовые (Lecythidaceae)
- Порядок Мальвоцветные (Malvales)
  - Семейство Бомбаксовые (Bombacaceae)
  - Семейство Элеокарповые (Elaeocarpaceae)
  - Семейство Мальвовые (Malvaceae)
  - Семейство Стеркулиевые (Sterculiaceae)
  - Семейство Липовые (Tiliaceae)
- Порядок Непентовые (Nepenthales)
  - Семейство Росянковые (Droseraceae)
  - Семейство Непентовые (Nepenthaceae)
  - Семейство Саррацениевые (Sarraceniaceae)
- Порядок Примулоцветные (Primulales)
  - Семейство Мирсиновые (Myrsinaceae)
  - Семейство Первоцветные (Primulaceae)
  - Семейство Теофрастовые (Theophrastaceae)
- Порядок Ивоцветные (Salicales)
  - Семейство Ивовые (Salicaceae)
- Порядок Чайные (Theales)
  - Семейство Актинидиевые (Actinidiaceae)
  - Семейство Кариокаровые (Caryocaraceae)
  - Семейство Клузиевые (Clusiaceae)
  - Семейство Диптерокарповые (Dipterocarpaceae)
  - Семейство Повойничковые (Elatinaceae)
  - Семейство Маркгравиевые (Marcgraviaceae)
  - Семейство Медузагиновые (Medusagynaceae)
  - Семейство Охновые (Ochnaceae)
  - Семейство Онкотековые (Oncothecaceae)
  - Семейство Паракрифиевые (Paracryphiaceae)
  - Семейство Пеллицеровые (Pellicieraceae)
  - Семейство Пентафилаксовые (Pentaphylacaceae)
  - Семейство Сарколеновые (Sarcolaenaceae)
  - Семейство (Scytopetalaceae)
  - Семейство Сферосепаловые (Sphaerosepalaceae)
  - Семейство Тетрамеристовые (Tetrameristaceae)
  - Семейство Чайные (Theaceae)
  - Семейство Киновые (Quiinaceae)
- Порядок Фиалковые (Violales)
  - Семейство Ахариевые (Achariaceae)
  - Семейство Анцистрокладовые (Ancistrocladaceae)
  - Семейство Бегониевые (Begoniaceae)
  - Семейство Биксовые (Bixaceae)
  - Семейство Кариковые (Caricaceae)
  - Семейство Ладанниковые (Cistaceae)
  - Семейство Тыквенные (Cucurbitaceae)
  - Семейство Датисковые (Datiscaceae)
  - Семейство Дионкофилловые (Dioncophyllaceae)
  - Семейство Флакуртиевые (Flacourtiaceae)
  - Семейство Фукьериевые (Fouquieriaceae)
  - Семейство Франкениевые (Frankeniaceae)
  - Семейство (Hoplestigmataceae)
  - Семейство Huaceae (Huaceae)
  - Семейство Лацистемовые (Lacistemataceae)
  - Семейство Лоазовые (Loasaceae)
  - Семейство Мальзербиевые (Malesherbiaceae)
  - Семейство Страстоцветные (Passifloraceae)
  - Семейство Peridiscaceae (Peridiscaceae)
  - Семейство (Scyphostegiaceae)
  - Семейство Стахиуровые (Stachyuraceae)
  - Семейство Тамарисковые (Tamaricaceae)
  - Семейство Тёрнеровые (Turneraceae)
  - Семейство Фиалковые (Violaceae)